# Shapleigh
Shapleigh – miasto w Stanach Zjednoczonych, w stanie Maine, w hrabstwie York.